# David Gross
David Jonathan Gross (19 de febrero de 1941) es un físico, profesor estadounidense y teórico de cuerdas. Junto con Frank Wilczek y David Politzer recibió el Premio Nobel de Física en 2004 por el descubrimiento de la libertad asintótica.

## Semblanza
En 1973-74, Gross trabajando junto a Wilczek en la Universidad de Princeton, descubrió la libertad asintótica que afirma que cuanto más próximos estén los quarks menor es la interacción fuerte entre ellos; cuando los quarks están extremadamente próximos la interacción nuclear entre ellos es tan débil que se comportan casi como partículas libres. La libertad asintótica, descubierta independientemente casi al mismo tiempo por David Politzer, fue importante para el descubrimiento de la cromodinámica cuántica.
Gross, junto con Jeff Harvey, Emil Martinec y Ryan Rohm, descubrió también la cuerda heterótica.
Gross recibió su diploma universitario y su diploma de máster en la Universidad Hebrea de Jerusalén en 1962. Recibió su doctorado en Física de la Universidad de Berkeley en 1966 bajo la supervisión de Geoffrey Chew y fue becario en la Universidad de Harvard y profesor en la Universidad de Princeton hasta 1997. Recibió la medalla Dirac en 1988 y es el director de la cátedra de Física Teórica en el Instituto Kavli para Física Teórica de la Universidad de California, Santa Bárbara. Así mismo, es miembro del Instituto de Estudios Cuánticos en la Universidad Chapman en California y miembro extranjero de la Academia China de Ciencias.

## Activismo
En 2003, Gross fue uno de los 22 premios Nobel que firmaron el Manifiesto Humanista III.
Gross es uno de los 20 estadounidenses ganadores del Premio Nobel de Física que firmaron una carta dirigida al presidente George W. Bush en mayo de 2008, instándolo a "revertir el daño causado a la investigación científica básica en el proyecto de ley de asignaciones generales del año fiscal 2008". solicitando fondos de emergencia adicionales para la Oficina de Ciencias del Departamento de Energía, la Fundación Nacional de Ciencias y el Instituto Nacional de Estándares y Tecnología.
En 2015, Gross firmó la Declaración de Mainau 2015 sobre el Cambio Climático el último día de la 65.ª Reunión de Premios Nobel de Lindau. La declaración fue firmada por un total de 76 premios Nobel y entregada al entonces presidente de la República Francesa, François Hollande, como parte de la exitosa Conferencia de las Naciones Unidas sobre el Cambio Climático de 2015 celebrada en París.

## Premios y reconocimientos

### Becas y premios
- Beca, Fundación Alfred P. Sloan en 1970.[11]
- Premio J. J. Sakurai, Sociedad Estadounidense de Física en 1986 compartido con Frank Wilczek y David Politzer.[12]
- Beca de la Fundación MacArthur en 1987.[13]
- Medalla Dirac, Centro Internacional de Física Teórica en 1988.
- Medalla Oskar Klein, Real Academia de las Ciencias de Suecia en 2000.[14]
- Premio Harvey, Technion-Instituto de Tecnología de Israel en 2000.[15]
- Premio de física de partículas y alta energía, Sociedad Europea de Física en 2003.[16]
- Gran Medalla de la Academia de Ciencias de Francia en 2004.[17]
- Premio Nobel de Física en 2004.[1][18]
- Premio Golden Plate, Academy of Achievement en 2005[19]
- Premio San Carlos Borromeo, Universidad de San Carlos, Filipinas en 2008.
- Premio Richard E. Prange, Universidad de Maryland en 2013.[20]
- Medalla de Honor, Instituto Central de Investigaciones Nucleares, Dubná, Rusia en 2016.[21][22]

### Membresía
- Doctor Honoris Causa en Ciencias, Universidad de Camboya en 2010.[23]
- Doctor Honoris Causa, Universidad Nacional de Tucumán en 2016.[24]
- Doctor Honoris Causa, Academia de Ciencias de la Universidad de China en 2016.[22]
- Miembro de la American Physical Society (elegido en 1974)[25]
- Miembro de la Academia Estadounidense de las Artes y las Ciencias (elegido en 1985)[26]
- Miembro de la Academia Nacional de Ciencias (elegido en 1986)[27]
- Miembro de la Asociación Estadounidense para el Avance de la Ciencia (elegido en 1987)[28]
- Miembro honorario del Instituto Tata de Investigación Fundamental (2005)[29]
- Miembro de la American Philosophical Society (elegido en 2007)[30]
- Miembro honorario de la Academia de Ciencias de la India, Bangalore (India) (elegido en 2007)[31]
- Miembro de la Academia Mundial de Ciencias para el mundo en desarrollo (elegido en 2007)[32]
- Miembro de la Academia Internacional de Filosofía de la Ciencia (elegido en 2009)[33]
- Miembro extranjero de la Academia de Ciencias de China (elegido en 2011)[7]
- Miembro extranjero de la Academia de Ciencias de Rusia (elegido en 2016)[22]
- Elegido para un mandato de cuatro años en la junta presidencial de la Sociedad Estadounidense de Física (2016-2020)[34]

## Publicaciones destacadas
- Gross, David; Wilczek, Frank (1973). Ultraviolet Behavior of Non-Abelian Gauge Theories 30 (26). Physical Review Letters. pp. 1343-1346. Bibcode:1973PhRvL..30.1343G. doi:10.1103/PhysRevLett.30.1343.
- Wilczek, Frank; Gross, David (julio de 1973). Asymptotically Free Gauge Theories. I. National Accelerator Laboratory, Princeton University, United States Department of Energy (a través de la agencia predecesora, la Comisión de Energía Atómica).
- Gross, David; Treiman, S.B. (1974). Hadronic Form Factors in Asymptotically Free Field Theories. Princeton University, United States Department of Energy (a través de la agencia predecesora, la Comisión de Energía Atómica).
- Callan, C. G. Jr.; Dashen, R.; Gross, David (mayo de 1977). Instantons and Massless Fermions in Two Dimensions. Princeton University, United States Department of Energy (a través de la agencia predecesora, la Administración de Investigación y Desarrollo de Energía).
- Gross, David (noviembre de 1992). Some New/Old Approaches to QCD. Lawrence Berkeley Laboratory, United States Department of Energy, National Science Foundation.